# Басид
Басид — джамоат Рушанского района Горно-Бадахшанской автономной области Таджикистана.

## Селения джамоата
| Русское название | Таджикское название | Джамоат/Сельсовет тыс. чел. (2015) |
| ---------------- | ------------------- | ---------------------------------- |
| кишлак Басид     | деҳаи Басид         | Басид                              |
| кишлак Бардара   | деҳаи Бардара       | Басид                              |
| кишлак Чадуд     | деҳаи Чадуд         | Басид                              |
| кишлак Ачирх     | деҳаи Ачирх         | Басид                              |
| кишлак Дорж      | деҳаи Дорж          | Басид                              |

-